# Ponte Burnside

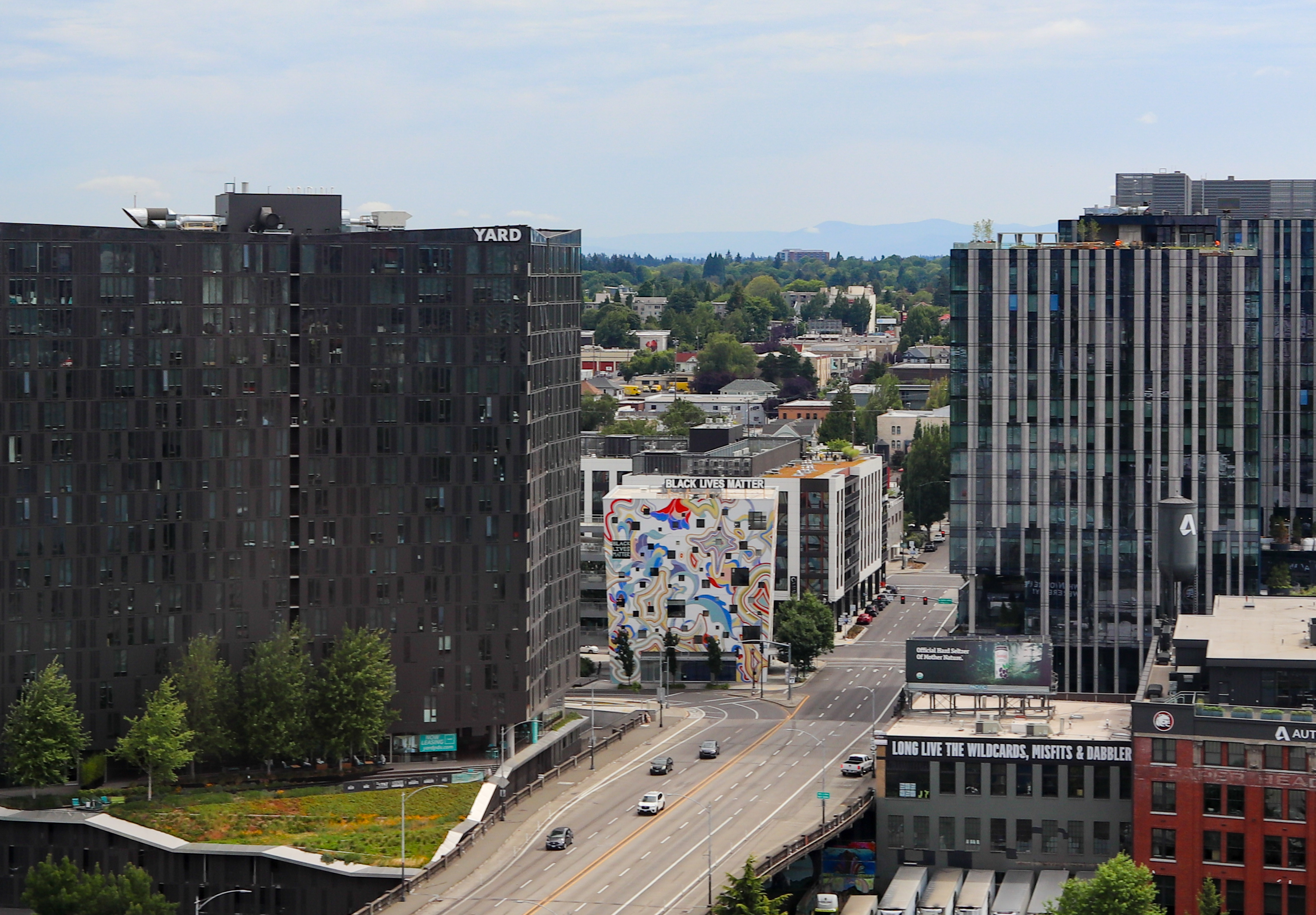
Vista dos edifícios da Ponte Burnside, 2020.

A Ponte Burnside  é um projeto de desenvolvimento no extremo nordeste da Burnside Bridge, no bairro de Kerns, em Portland, Oregon, nos Estados Unidos.  O site inclui um prédio de 21 andares chamado Yarde.